# Капчыгай (Ошская область)
Капчыгай (кирг. Капчыгай) — село в Ноокатском районе Ошской области Кыргызстана. Входит в состав Мирмахмудовского айылного аймака.

## География
Село расположено в западной части области, на берегах реки Аравансай, на расстоянии приблизительно 10 километров (по прямой) к северу от города Ноокат, административного центра района. Абсолютная высота — 1009 метров над уровнем моря.

## Население
Согласно оценочным данным Национального статистического комитета Кыргызской Республики, численность населения села на начало 2023 года составляла 426 человек.
| год     | 2009 | 2014 | 2015 | 2020 | 2021 | 2023 |
| ------- | ---- | ---- | ---- | ---- | ---- | ---- |
| человек | 314  | 330  | 398  | 386  | 398  | 426  |